# Ирмингард Баварска
Ирмингард Мария Йозефа Баварска (на немски: Irmingard Marie Josefa Prinzessin von Bayern; * 29 май 1923, Берхтесгаден; † 23 октомври 2010, Лойтщетен, Щарнберг) от фамилията Вителсбахи (линията Пфалц-Биркенфелд-Бишвайлер), е принцеса от Бавария и чрез женитба принцеса на Бавария преди да се премахне монархията в Бавария.

## Живот
Дъщеря е на последния наследствен трон-принц Рупрехт Баварски (1869 – 1955) и втората му съпруга принцеса Антония Люксембургска (1899 – 1954), дъщеря на херцог Вилхелм IV (1852 – 1912), велик херцог на Люксембург, и инфанта Мария Анна Браганца Португалска (1861 – 1942), дъщеря на крал Мигел I. Внучка е на последния баварски крал Лудвиг III Баварски (1845 – 1921) и ерцхерцогиня Мария Тереза Австрийска-Есте (1849 – 1919), дъщеря на ерцхерцог Фердинанд Карл Австрийски-Есте и ерцхерцогиня Елизабет Франциска Мария Австрийска.
Баща ѝ Рупрехт е против национал-социалистите и през 1939 г. трябва да избяга в Италия. Майка ѝ и децата са от 27 юли 1944 г. до края на войната в концентрационни лагери, първо в КЦ Дахау, през януари 1945 г. в концентрационен лагер „Заксенхаузен“, и във Флосенбюрг. Тя пише книга за живота си.
Ирмингард Баварска се омъжва на 19 юли 1950 г. в дворец Лойтщетен, Щарнберг, и на 20 юли 1950 г. в Нимфенбург, Мюнхен, за братовчед си принц Лудвиг Карл Мария Баварски (* 22 юни 1913, дворец Нимфенбург, Мюнхен; † 17 октомври 2008, дворец Лойтщетен, Щарнберг), големият син на принц Франц Мария Луитполд Баварски (1875 – 1957) и принцеса Изабела Антония фон Крой (1890 – 1982). Той също е внук на последния баварски крал Лудвиг III Баварски и ерцхерцогиня Мария Тереза Австрийска-Есте.
След смъртта на баща ѝ трон-принц Рупрехт Баварски през 1955 г. Лудвиг и съпругата му Ирмингард живеят в дворец Лойтщетен. Същата година Ирмингард купува дворцовата бирария „Калтенберг“ и я ръководи. През 1976 г. нейният син Луитполд поема ръководството на бирарията.
Ирмингард Баварска умира на 87 години на 23 октомври 2010 г. в дворец Лойтщетен, Щарнберг. Погребана е във фамилното гробище на Вителсбахите в манастир Андекс.
- Дворец Лойтщетен, Щарнберг
- Дворец Калтенберг

## Фамилия
Ирмингард Баварска и Лудвиг Карл Мария Баварски имат децата:
- Луитполд Рупрехт Хайнрих Баварски (*14 април 1951, Лойщетен), женен на 26 септември 1979 г. за Катрин Беатрикс Виганд (* 19 септември 1951, Мюнхен), дъщеря на Герд Виганд и Еллен Шумахер. Те имат пет деца и четири внуци.
- Ирмингард Мария (*/ † 3 януари 1953, Мюнхен)
- Филипа (*/† 26 юни 1954, Лойтщетен)

## Произведения
- Jugend-Erinnerungen 1923 – 1950. EOS, St. Ottilien 2000, ISBN 3-8306-7041-9